# The Call (film 2013)
The Call è un film del 2013 diretto da Brad Anderson, con protagoniste Abigail Breslin e Halle Berry.

## Trama
Jordan Turner, una centralinista del 911, riceve una telefonata da una ragazza, Leah Templeton, che si trova sola in casa mentre un uomo cerca di farvi irruzione. Jordan le suggerisce di nascondersi al piano di sopra, ma quando cade la linea, l'operatrice telefonica tenta di rimettersi in contatto con Leah. L'intruso, una volta entrato in casa, sente squillare il telefono, e riesce ad individuare la ragazza. Jordan gli intima di non fare nulla di cui possa pentirsi, ma l'uomo le risponde "L'ho già fatto!" e riaggancia.
Il cadavere di Leah viene ritrovato qualche giorno dopo e Jordan, sconvolta dalla notizia, confida al suo compagno, l'agente Paul Phillips, l'intenzione di smettere.
Sei mesi più tardi, viene incaricata di fare da insegnante ai nuovi tirocinanti che vogliono intraprendere il lavoro di centralinista. Una sua collega, Brooke, riceve una telefonata da una ragazza di nome Casey Welson, che è stata rapita nel garage di un centro commerciale, mentre faceva ritorno a casa, e rinchiusa nel portabagagli di una Toyota Camry rossa. Jordan vede la collega in difficoltà e la sostituisce, instaurando un dialogo con Casey. La ragazza utilizza un telefono sprovvisto di GPS, trattandosi di un "usa e getta", il che complica le ricerche (la centralinista può solo localizzare la stazione radio base a cui il telefono è connesso).
Mentre il rapitore è alla guida dell'automobile, Jordan consiglia a Casey di spingere giù con un calcio uno dei due fanali posteriori e agitare il braccio fuori dal portabagagli per attirare l'attenzione degli altri conducenti. Uno di essi telefona il 911, fornendo il numero di targa della Camry, ma quando scopre che la stessa targa è rubata, si avvicina all'automobile per descrivere il rapitore, che fugge insospettito. Casey trova dei barattoli di vernice nel portabagagli, e Jordan le suggerisce di aprirli e sversarne il contenuto fuori dal veicolo.
Un altro conducente, Alan Denado, si accorge delle tracce di vernice e, prima che possa avvisare il 911, viene tramortito con una pala dal rapitore, che gli ruba l'automobile, una Lincoln nera, in cui carica la ragazza rapita insieme ad Alan. L'uomo riprende subito conoscenza e incomincia a urlare all'impazzata, ma viene pugnalato e ucciso. Essendo la Lincoln a corto di benzina, il sequestratore compie una fermata di rifornimento presso un distributore, dove Casey riesce ad attrarre l'attenzione del gestore che, nel tentativo di liberarla, viene cosparso di benzina e dato alle fiamme.
Nel frattempo, la polizia e gli investigatori forensi trovano la Toyota Camry del rapitore abbandonata in un parcheggio e, analizzando alcune impronte digitali lasciate sul posto, riescono a scoprire il suo nome, Michael Foster, così come l'indirizzo di casa. Successivamente il telefono della ragazza viene sequestrato da Michael, e Jordan, ancora in ascolto, lo informa che la polizia sa di chi si tratta, ed è sulle sue tracce. Infine, gli intima di non fare del male alla ragazza, ma l'uomo le risponde "L'ho già fatto!", usando proprio le stesse parole dell'intruso che ha ucciso Leah sei mesi prima. Jordan capisce che si tratta della stessa persona.
Paul, accompagnato dall'agente Jake Devans e da altri agenti delle forze dell'ordine, fa' irruzione nell'abitazione di Michael, in cui vi sono soltanto la moglie e i figli. Notando una foto che ritrae Michael e sua sorella Melinda (la quale assomiglia a Casey) sorridenti accanto ad una casa di campagna, Paul domanda alla moglie del sequestratore l'ubicazione della stessa casa, salvo poi scoprire che è andata a fuoco anni fa. La donna gli rivela però che il cottage poco distante, che si vede sempre in foto, è ancora in piedi. La polizia fa' così visita al cottage, ma non trova nessuno.
Nel frattempo, i colleghi e il capo di Jordan le dicono di tornare a casa e riposarsi, ma lei non vuole restare inoperosa. Così, di notte, si dirige al cottage e, dopo essere entrata, trova altre foto che ritraggono Michael con Melinda, e scopre che quest'ultima è morta di cancro. Trova, inoltre, una botola all'esterno del cottage che conduce ad uno scantinato, e capisce che lì sono nascosti Michael e Casey. Giunta in una stanza dello scantinato, Jordan trova numerosi scalpi biondi ed abiti provenienti dalle vittime di Michael (tra cui Leah Templeton). La centralinista capisce quindi che l'uomo era innamorato di Melinda e, distrutto dalla sua morte, ha incominciato a perseguitare altre ragazze che avessero dei capelli biondi simili a quelli della sorella, che aveva perso in seguito alla chemioterapia.
Jordan riesce infine ad individuare e liberare Casey mentre Michael, nella colluttazione, cade battendo la testa e perdendo i sensi. Al suo risveglio si ritrova incatenato ad una sedia, con le due donne che gli spiegano la loro intenzione di lasciarlo morire nello scantinato, senza chiamare la polizia. Nel finale questa volta è Michael che urla a Jordan di non fare qualcosa di cui potrebbe pentirsi; Jordan gli fa l’eco delle sue stesse parole: “L’ho già fatto!” e chiude la porta della botola.

## Produzione
All'avvio del progetto, il titolo di lavorazione del film era The Hive.
Il budget della pellicola è di circa 13 milioni di dollari. Le riprese del film sono iniziate il 6 luglio 2012, nello stato della California, nelle città di Los Angeles, Santa Clarita e Burbank. Il regista scelto inizialmente per dirigere il film era Joel Schumacher, che dovette rinunciare al progetto e fu sostituito da Brad Anderson.
L'attrice Halle Berry fu scritturata nel ruolo da protagonista insieme al regista Joel Schumacher; alla rinuncia di Schumacher, anche lei dovette abbandonare il progetto per conflitti di programmazione con altri film. Tutto fu risolto posticipando le riprese in modo che l'attrice potesse prendervi parte.

## Promozione
Il primo trailer viene pubblicato l'11 gennaio 2013.

## Distribuzione
La pellicola è stata distribuita nelle sale cinematografiche statunitensi a partire dal 15 marzo 2013, mentre in italiano è disponibile su iTunes dal 17 settembre 2013.

## Riconoscimenti
- 2013 - BET Awards
  - Candidatura per la miglior attrice a Halle Berry
- 2013 - Golden Trailer Awards
  - Candidatura per il miglior film thriller
- 2013 - Rondo Hatton Classic Horror Awards
  - Candidatura per il miglior film
- 2013 - Teen Choice Awards
  - Candidatura per la miglior attrice in un film drammatico a Halle Berry
- 2014 - Acapulco Black Film Festival
  - Candidatura per la miglior attrice a Halle Berry
- 2014 - Black Reel Awards
  - Candidatura per la miglior attrice a Halle Berry
- 2014 - NAACP Image Award
  - Candidatura per la miglior attrice a Halle Berry
- 2014 - Leo Awards
  - Miglior attore non protagonista a Michael Eklund
- 2014 - People's Choice Awards
  - Candidatura per il miglior thriller
- 2014 - Saturn Award
  - Candidatura per il miglior film thriller
  - Candidatura per la miglior attrice protagonista a Halle Berry